# Minding the Gap
Pour plus de détails, voir Fiche technique et Distribution.
Minding the Gap est un film américain réalisé par Bing Liu, sorti en 2018.

## Synopsis
Trois jeunes amis de la Rust Belt essaient de composer avec leurs familles pour commencer leur vie d'adultes.

## Fiche technique
- Titre : Minding the Gap
- Réalisation : Bing Liu
- Musique : Nathan Halpern et Chris Ruggiero
- Photographie : Bing Liu
- Montage : Joshua Altman et Bing Liu
- Production : Bing Liu et Diane Moy Quon
- Société de production : ITVS, Kartemquin Films et POV American Documentary
- Pays :  États-Unis
- Genre : Documentaire
- Durée : 93 minutes
- Dates de sortie : 
  -  États-Unis : 17 août 2018

## Distinctions
Le film a été nommé à l'Oscar du meilleur film documentaire.